# Tweede Kamerverkiezingen 2017/Kandidatenlijst/ChristenUnie
Dit is de lijst van kandidaten van de ChristenUnie voor de Nederlandse Tweede Kamerverkiezingen van 15 maart 2017, zoals deze op 3 februari 2017 werd vastgesteld door de Kiesraad.

## Achtergrond
Op 18 oktober 2016 maakte de ChristenUnie haar kandidaten voor de Tweede Kamerverkiezingen op 15 maart 2017 bekend. De lijsttrekker werd de fractievoorzitter Gert-Jan Segers.

## De lijst
- vet: verkozen
- cursief: voorkeursdrempel overschreden

1. Gert-Jan Segers – 260.999 (PKN)
2. Carola Schouten – 33.192 (GKV)
3. Joël Voordewind – 6.166 (evangelisch)
4. Carla Dik-Faber – 6.508 (NGK)
5. Eppo Bruins – 1.643 (Baptist)
6. Stieneke van der Graaf[2] – 11.526
7. Don Ceder – 8.276
8. Hermen Vreugdenhil – 1.083
9. Nico Drost[3] – 670
10. Joëlle Gooijer-Medema – 3.169
11. Gerben Huisman – 1.657
12. Gerdien Rots – 2.306
13. Bert Tijhof – 1.349
14. Pieter Grinwis – 269
15. Hamke Vlieg-Kempe – 1.110
16. Leon Meijer – 468
17. Jannes Janssen – 503
18. Marijke Heuvelink – 722
19. Sander van 't Foort – 210
20. Willemien Treurniet-Klapwijk – 925
21. Gerard Mostert – 495
22. Simone Kennedy-Doornbos – 748
23. Esam Ebid – 1.164
24. Harold Hofstra – 231
25. Anil Kumar – 170
26. Jet Weigand-Timmer – 253
27. Ben Visser – 217
28. Esther Kaper-Hartenberg – 351
29. Theo Krins – 225
30. Heimen Schuring – 252
31. Ankie van Tatenhove-Meesen – 253
32. Janny Joosten-Leijendekker – 376
33. Loes Zuidervaart – 441
34. Bart Jaspers Faijer – 248
35. Inge Jongman-Mollema – 432
36. Jesse de Haan – 594
37. Dico Baars – 341
38. Frank Visser – 251
39. Annacarina Klein – 172
40. Farshid Seyed Mehdi – 275
41. Els Kooij-Bas – 190
42. Kees van Kranenburg – 83
43. Gert van den Berg – 218
44. Ixora Balootje – 324
45. Frans van Zaalen – 145
46. Anja Haga – 568
47. Ron van der Spoel – 477
48. Henk Stoorvogel – 1.490
49. Arie van der Veer – 723
50. Orlando Bottenbley – 1.813

VVD · PvdA · PVV · SP · CDA · D66 · ChristenUnie · GroenLinks · SGP · Partij voor de Dieren · 50PLUS · OndernemersPartij · VNL · DENK · Nieuwe Wegen · Forum voor Democratie · De Burger Beweging · Vrijzinnige Partij · GeenPeil · Piratenpartij · Artikel 1 · Niet Stemmers · Libertarische Partij · Lokaal in de Kamer · Jezus Leeft · StemNL · Mens en Spirit/Basisinkomen Partij/V-R · Vrije Democratische Partij
2002 · 2003 · 2006 · 2010 · 2012 · 
2017 · 
2021 · 
2023